# Tomasz Torgowski
Tomasz Torgowski (ur. 11 kwietnia 1961 w Inowrocławiu) – polski koszykarz, występujący na pozycji obrońcy, reprezentant kraju.

## Kariera sportowa
Legenda klubu Lech Poznań, z którym sięgał wielokrotnie po medale Mistrzostw Polski. Był jednym z czołowych zawodników ligi. Wraz z reprezentacją Polski zajął siódmą lokatę, podczas Mistrzostw Europy w koszykówce mężczyzn. Pięciokrotnie plasował się w pierwszej dziesiątce najskuteczniejszych strzelców polskiej ligi. W trakcie ostatniego sezonu spędzonego w poznańskim zespole zdobył tytuł "króla strzelców", notując 28 punktów w każdym spotkaniu. Po zakończeniu rozgrywek rozpoczął występy z III-ligową Notecią Inowrocław, pomagając jej uzyskać najpierw awans do II ligi (1994), a następnie, dwa lata później do najwyższej klasy rozgrywkowej. Karierę zawodniczą zakończył w 1996.

## Osiągnięcia i wyróżnienia

### Klubowe
- 2-krotny mistrz Polski (1989-90)
- 3-krotny wicemistrz Polski (1982, 1985, 1991)
- 2-krotny brązowy medalista mistrzostw Polski (1987-88)
- Zaliczony do I składu najlepszych zawodników polskiej ligi (1990)
- Awans do:
  - I ligi z:
    - Lechem Poznań (1981)
    - Notecią Inowrocław (1996)

  - II ligi z Notecią Inowrocław (1994)

### Reprezentacja
- Uczestnik:
  - mistrzostw Europy (1991 – 7. miejsce)
  - trasy reprezentacji Polski po USA (9-20.11.1986)[2]